# Wartbiegel - Katharinenlinde und Umgebung
Das Landschaftsschutzgebiet Wartbiegel - Katharinenlinde und Umgebung ist ein mit Verordnung der Unteren Naturschutzbehörde beim Landratsamt Ludwigsburg vom 16. November 1987 ausgewiesenes Landschaftsschutzgebiet (LSG-Nummer 1.18.012).

## Lage und Beschreibung
Das 42.1 Hektar große Gebiet liegt westlich von Schwieberdingen und gehört naturräumlich zum Neckarbecken.

## Schutzzweck
Wesentlicher Schutzzweck ist gemäß Schutzgebietsverordnung die Erhaltung und Sicherung der Eigenart dieses in seiner weiteren Umgebung durch seine Vielgestaltigkeit auffallenden Landschaftsausschnittes, der wegen seiner exponierten Lage vor Veränderungen des Landschaftsbildes und des Naturhaushaltes bewahrt werden soll. Insbesondere soll die landschaftliche Vielfalt wegen ihrer ökologischen Bedeutung als Lebensraum für Tiere und Pflanzen sichergestellt und erhalten werden. Dazu gehört auch die Erhaltung der Nutzungsstruktur und die Sicherung des Gebietes wegen ihrer Bedeutung für die Naherholungsfunktion. Die Obstbaumbestände des Schutzgebietes sind als landschaftlich und ökologisch wertvolle Landschaftsbestandteile besonders schutzwürdig.